# Vasile Vîșcu
Vasile Vîșcu (sau Vâșcu, n. 7 mai 1940, Chetrosu, raionul Drochia, Republica Moldova – d. 20 mai 2010) a fost un economist și om de stat moldovean, care a fost vicepreședinte al Consiliului de Miniștri al RSS Moldovenești în perioada 1981–1985. Vasile Vîșcu a fost autorul Manifestului pentru moldoveni și moldovence din 1984, ce promova utilizarea limbii române, motiv pentru care a fost destituit, arestat, condamnat și închis într-o colonie penală (GULAG) din Nijni Taghil.

## Începuturi
Vasile Vîșcu s-a născut pe 7 mai 1940 în Chetrosu, județul Soroca. Tatăl său, Costache, a fost soldat în Armata Română și a murit pe front, iar Vasile a fost crescut de mama sa, care nu s-a recăsătorit.
Vasile Vîșcu a absolvit, în 1960, Institutul Comercial-Economic din Liov, apoi este promovat în cadrul Comsomolului. În 1965 a fost ales prim-secretar al Comitetului raional Frunze al comsomolului din Chișinău, apoi secretar al doilea și prim-secretar al Comitetului orășenesc Chișinău al Comsomolului. în 1971 a fost ales deputat în Sovietul Suprem al RSS Moldovenești, iar din 1973 a fost membru al CC al PCM. Între anii 1976 și 1979 a îndeplinit funcția de președinte al Conducerii Uniunii Cooperației de Consum din RSS Moldovenească. 

## Membru în guvern. Promovarea limbii române. Arestarea
În 1981 a fost numit vicepremier în guvernul condus de Ion Ustian. Dezamăgit de predominanța limbii ruse în Moldova, în detrimentul limbii native a populației, el a hotărât să lanseze, în 1984, un manifest anonim, intitulat Manifest către moldoveni și moldovence: 
| “ | MOLDOVENI SI MOLDOVENCE, PATRIOȚI AI NEAMULUI NOSTRU! În ajunul aniversării a 60-a a formării RASSM, care va fi marcată pe 12 octombrie 1984, noi, moldovenii, băștinașii acestui pământ, trebuie să cerem drepturile noastre la limba de stat, dezvoltarea și avansarea cadrelor naționale, asa cum prevede politica naționalăa PCUS. Exemplu pentru noi trebuie să servească Republicile Baltice, Gruzia și Armenia, care au consfințit prin constituția lor sovietică limba națională a băștinașilor în calitate de limbă de stat. În Chișinău, astăzi, există oficial numai 8 școli naționale, celelalte 80 sunt sau numai ruse sau moldo-ruse, directorii și pedagogii fiind în majoritatea lor vorbitori de limba rusă. La Bender și Tiraspol există numai câte școală cu predare în limba moldovenească iar la Rîbnița niciuna. O astfel de situație nu mai poate fi tolerată. Fiecare din cei care vor primi acest apel, să-l transcrie în zece exemplare și să-l transmită celor mai apropiați prieteni, adevărați patrioți ai neamului nostru. Ne bizuim pe participarea cea mai activă a elevilor și studenților, tuturor tinerilor. Trimiteți acest apel învățătorilor, profesorilor, medicilor, colegilor din școli, tehnicumuri, instituții de învățământ superior și scriitorilor, lucrătorilor de partid și Comsomol ! Chemarea noastră este: Unire, moldoveni! Dreptatea și adevărul sunt de partea noastră! | ” |
|   | |   |

Manifestul mai cerea transferul regiunii Cernăuți și a Bugeacului de la RSS Ucraineană la RSS Moldovenească.
Urmărirea lui Vîșcu a început încă de la publicarea manifestului, din 1984. Dar, deoarece URSS încerca, măcar de fațadă, să se reformeze, dar și pentru a nu îl martiriza, Vîșcu nu a fost anchetat pentru atitudini antisovietice, ci pentru „abuz în serviciu”. În 9 aprilie 1985 a fost demis din funcția de vicepremier și exclus din PCUS, iar a doua zi a fost arestat. Conform avocatului lui Vîșcu, Boris Druță, el nu a avut parte de un proces corect. Anchetarea lui Vîșcu a fost supervizată de Victor Smirnov, secretarul II al CC al PCM. Brutalitatea lui Smirnov față de intelectualii basarabeni (printre care și Vîșcu) a fost consemnată chiar și de Ivan Bodiul în autobiografia sa, Vospominania, care îl cataloga drept călău.
Vîșcu a fost condamnat la 14 ani de detenție în regim strict într-un GULAG din Nijni Taghil. În 1986, o echipă de documentariști a vrut să facă un film despre Vîșcu, catalogat drept „cel mai vestit mafiot din URSS”, dar Vîșcu a refuzat vehement. A acceptat totuși să dea un interviu de două ore regizorului moldovean Igor Talpa, însă acesta a păstrat doar trei minute, care îl puneau pe Vîșcu într-o lumină negativă.
În 1990, la inițiativa lui Mircea Snegur către Mihail Gorbaciov și a unui grup de deputați ai poporului din URSS – Mihai Cimpoi, Timofei Moșneaga, Nely Chiriac, Eugen Doga, s-a decis reducerea termenului lui Vîșcu până la 10 ani. Vîșcu a fost eliberat în 1992, după 7 ani, și s-a întors în Moldova, dar nu a fost reabilitat din punct de vedere legal, deși s-au încercat demersuri în acest sens, inclusiv de președinții Snegur și Lucinschi.

## Viața de după eliberare
După eliberare, Vîșcu a fondat o firmă de asigurări și a fost consilier pentru probleme economice al primarului din Chișinău, Serafim Urechean.
În 2003, la invitația lui Mihai Ghimpu, s-a înscris în Partidul Liberal, dar nu a mai ocupat o funcție politică. Tot în 2003 a publicat și o autobiografie, intitulată Bătălia pentru Libertate.
Vasile Vîșcu a decedat pe 20 mai 2010, fiind înmormântat în Cimitirul Central din Chișinău. În necrologul din 2010 publicat de AȘM, se menționează, între altele, că „deținutul politic Vasile Vâșcu a ieșit totuși învingător din confruntarea cu teroarea istoriei: a supraviețuit GULAG-ului sovietic, a intrat în istorie drept singurul moldovean, demnitar de stat de rang înalt, care a avut curajul să facă agitație antisovietică în apărarea conaționalilor săi, a intrat în istorie ca autor al sloganului «Unire, moldoveni!» cu care-și încheia în 1984 «Manifestul politic», ca personalitate temerară și vizionară a anticipat cu patru ani Renașterea Națională din anul 1989”. Printre semnatarii necrologului se află: Gheorghe Duca, Eugen Doga, Mihai Cimpoi, Teodor Furdui, Dumitru Matcovschi, Vasile Anestiadi, Haralambie Corbu, Andrei Andrieș, Valeriu Canțer, Gheorghe Ghidirim, Gheorghe Tâbârnă, Luminița Dumbrăveanu, Vlad Pohilă.